# Arco de diddley
El arco de diddley, diddley bow en inglés, es un instrumento de cuerda originario de África. Su fabricación suele ser casera, consistiendo en un tablero de madera con un único alambre anudado entre dos tornillos; la forma de tocarlo consiste en pellizcarlo con una mano mientras se utiliza un slide de cristal o metal con la otra mano para variar el tono.
Este instrumento es significativo para la música blues debido a que gran parte de los primeros guitarristas de blues tocaron uno en su infancia y debido al hecho de que (al igual que la steel guitar) se puede tocar con un "cuello de botella".
Un intérprete reconocido de este instrumento fue el músico de blues de Misisipi Lonnie Pitchford, quien solía realizar demostraciones en su propia casa uniendo un cable entre dos clavos a un trozo de madera. Otros intérpretes que utilizaron este instrumento de forma habitual fueron el pianista de jazz de Nueva York Cooper-Moore y el intérprete de blues Seasick Steve.

## Filmografía
- American Patchwork:  Songs and Stories of America, part 3:  "The Land Where the Blues Began" (1990). Escrita, dirigida y producida por Alan Lomax; creada por la "Association for Cultural Equity" en la Universidad de Columbia y el Hunter College. North Carolina Public TV; A Dibb Direction production for Channel Four.